# 2551 Gyekabrina
A 2551 Gyekabrina (ideiglenes jelöléssel 1976 YX1) a Naprendszer kisbolygóövében található aszteroida. Ljudmila Ivanovna Csernih fedezte fel 1976. december 16-án.